# Megazostrodon
A Megazostrodon az emlősszerűek (Synapsida) osztályának Morganucodonta rendjébe, ezen belül a Megazostrodontidae családjába tartozó fosszilis nem.
A Megazostrodon a Mammaliaformes csoport egyik kihalt képviselője. A legtöbb őslénykutató szerint ez az állat tekinthető a legelső emlősnek. Az állat körülbelül 200 millió évvel élt ezelőtt a triász és a jura időszakok határán. Habár van néhány hüllőszerű tulajdonsága, ezek elég csekélyek ahhoz, hogy valódi cynodontiának tekintsék. A Megazostrodon testfelépítése az emlősszerűek és az emlősök közti átmenet utolsó fázisát mutatja be.

## Jellemzői
A Megazostrodon kis, szőrös, cickányszerű állat volt. Hossza körülbelül 10–12 centiméter lehetett. Valószínűleg rovarokkal és gyíkokkal táplálkozott. A tudósok feltételezik, hogy éjjeli életmódot folytatott, mivel az agyüregének az a része, amely a hallást és a szaglást dolgozza fel, fejlettebb, mint a rokon cynodontiáké. Valószínűleg azért volt éjszaka aktív, hogy elkerülje a nappal tevékeny dinoszauruszok táplálékául válását.

## Evolúciója
A Megazostrodontidae családból eddig csak a Megazostrodont ismerik jól. A családba a Megazostrodonon kívül még négy nem tartózik: Indozostrodon, Dinnetherium, Wareolestes és Brachyzostrodon. E család fajait korábban a Triconodonta, mai nevén Eutriconodonta rendbe sorolták (feltételezik, hogy a korábban Triconodonta név alatt ismert rend a Cynodontia emlősszerűekből fejlődött ki a triász és a jura korok határán) A legújabb vizsgálatok szerint a Megazostrodontidae-fajok inkább a Mammaliaformes csoportba tehetők. Az emlősök és mammaliaformesok között a különbség csak kladisztikus és filogenetikus; szóval a mammaliaformesok ugyanakkora mértékben emlősök, mint az emlősök osztályának a többi rendje.
Ezeknek a korai emlősöknek számos olyan jellemzőik voltak, amelyek megkönnyítették a megélhetésüket. Ezeknek az állatoknak négyféle, újfajta foguk fejlődött ki: metszőfog, szemfog, kisőrlő és nagyőrlő. Addig a hüllőknek és az egyéb állatoknak, nagyjából mindegyik foguk egyforma volt. Az új fogak megkönnyítették a táplálkozást. A csontvázaik is fejlettebbek voltak; a végtagok a test alatt és nem oldalt helyezkedtek el, így fürgébbek lettek. A mellkasuk összeszűkült, tüdejük megnyúlt, így több levegőhöz jutottak. Az alsó állkapocs csontjai egy darabba forrtak össze - addig a hüllőknek 7 darabból állt. Az állkapocs fölösleges csontjai a fülhöz „vándoroltak”, megalkotva a középfület (auris media), amely jobb hallást biztosított hordozójának.
Valószínűleg az evolúciójuk legfőbb sikere az volt, hogy melegvérűkké váltak. Ez azért volt előnyös számukra, mert nem függtek többet a naptól és a környezetük adottságaitól. A „változás” rossz oldala azonban az volt, hogy mindig táplálékszerző úton voltak, hogy testhőmérsékletüket fent tudják tartani. A hideg vérű hüllők napokig vagy hetekig kibírták táplálék nélkül, a zsírrétegükből élve.

## Felfedezése
A Megazostrodon rudnerae-t 1966-ban Ione Rudner fedezte fel Afrikában. Az állat faj neve felfedezőjének családnevét viseli. Az állatot először 1968-ban A.W. Crompton és F.A. Jenkins Jr írták le.

## Fordítás
- Ez a szócikk részben vagy egészben  a   Megazostrodon című angol Wikipédia-szócikk fordításán alapul.  Az eredeti cikk szerkesztőit annak laptörténete sorolja fel. Ez a jelzés csupán a megfogalmazás eredetét és a szerzői jogokat jelzi, nem szolgál a cikkben szereplő információk forrásmegjelöléseként.